# シンクロナイズドテイスティング
シンクロナイズドテイスティング（英語:Synchronized Tasting）は、フジテレビ系列のバラエティ番組『めちゃ2イケてるッ!』のグルメコーナーで、ゲームの一種。
2004年11月20日放送開始。

## 概要
シンクロナイズドスイミングと同じような扮装で各国代表に扮したメンバーやお笑いタレントらが、2人1組で目をつぶり鼻栓をし食べた料理を当てるという、世界一の美しさと味覚を決めると称する競技のコーナーである。基本的には深夜にエキストラの観客を入れて収録を行う。
同じく視界を遮り、味覚のみで料理名を当てる「ウマイムウマイム」「ウマイム寺」を継承したコーナーとなっており、さらにシンクロにちなみノーズクリップで嗅覚まで奪われているため、味覚だけで料理を当てるのは非常に難しい。しかし、ゲーム性を重視した前2コーナーと違い、テイスティング中のトークや氷水に落下した際のリアクションを楽しむことがコーナーのメインとなっている。
当初の食材担当は明松功の妻が担当していた為か、明松の離婚に伴い一時期当企画を止めていた。（中嶋デスノートより）
2008年以降は年1回のペースに減り、必ず5人1チームの団体戦として行われるようになった（主に新年のスペシャル企画が多い）。
2010年の『FNS26時間テレビ』ではコーナー初の生放送で、特別ルールとして「出場メンバーのうちの1人がテイスティングした（付き合った、もしくは関係を持った）かもしれない人物」を当てるといった内容で行われた。
2016年からセットがリニューアルされ、2017年からは各国6人1チームに変更＆4人もしくは5人のゲストチームを加えた5チームで行われるようになった。
2018年2月3日放送分の「シンクロナイズドテイスティング団体戦FINAL」をもってコーナーが完結となり、2004年から続いてきた14年間の歴史に幕を下ろした。これにより「ウマイムウマイム」と「ウマイム寺」以来14年半の歴史に幕を閉じた。（通算15年間）

## コーナーの流れとルール
1. 開始時に、氷水プールの状態を表示したテロップが表示される[1]。
2. 入場口からチームが入場。ステージに登壇し、オープニングトークやコントを行う。
3. ブザーと同時に目をつぶり、料理の紹介が行われる。料理はゲストも試食（ゲストが苦手な料理の場合は矢部が試食）し感想を残すが、詳細にコメントを残しすぎてヒントになってしまうこともある。
4. 「EAT IN」のコールで食べさせ役のテイスティングガールから料理が食べさせられる。その後に料理の感触などからヒントを出し合う「テイスティングトーク」を行う（直接正解の料理名を口に出してしまうと失格となり、チーム全員が氷水に落とされる[2]）。
5. 3音のブザーと「ANSWER」のコールとともに、一斉に自分が食べたと思われる料理名を答える。全員が正解していれば「MATCHING！」（マッチング）となって成功となる。ただし、1人でも間違っていれば「MAICCHING⤵︎」（マイッチング）となって失敗になりステージ床が開き、水温1〜3℃の氷水のプールに落とされてしまう。プール前方の「命の湯」にたどり着き、改めて正解や感想をトークする。

2006年3月4日放送分からは、全員の解答が誤答で一致した場合「間違いシンクロ」として追加の罰として水中の選手に高圧放水が行なわれるルールが追加された。更に同年10月28日の番組開始10周年記念では、プールに落とされた場合は「10周年はあくまで“通過点”」ということで「10」の「0」のロゴを、そして次回の同年11月25日からは数字である「8」をかたどったフジテレビの旧ロゴマークの穴（直径60cm）を通過（潜水）して「命の湯」に向かわなければならなくなった。
2007年以降の団体戦では、障害物が2014年まで毎回変更されている。
- 2007年 - フジテレビの旧ロゴマーク（デュエット戦と同じもの）
- 2008年～2011年 - 「20◯◯（その年）」の巨大数字
- 『FNS26時間テレビ』回 - 赤い絨毯風の置物
- 2012年 - 番組ロゴが描かれた4つの円の置物[5]
- 2013年 - バレーボールのネット[6]
- 2014年 - 競馬の出走ゲート[7]
- 2015年以降 - 障害物（潜水）が撤廃され、代わりに終点地点の放水に変更

団体戦では全チームの演技終了後に選手もしくはゲストがアドリブで氷水に落とされるのが恒例となっているが、誰が落とされるかは事前に全く決まっていないため、水没による故障を防ぐため、一切ピンマイクが使われない。
毎回深夜に及ぶ長時間の収録となることや、セットが大規模であること、さらにはゲストが氷水に落とされる結果衣装が買い取りになるなど、番組随一の高額予算がかけられており、最終回では矢部が「だからめちゃイケは終わります」とぼやいていた。

## 放送席
- 実況
  - 佐野瑞樹 - ニューヨーク支局勤務中の2010年のFNSの日は一時帰国し担当、2010年10月から2018年2月3日まで『めざましどようび』と兼任。
  - 倉田大誠 - 佐野アナがニューヨーク支局赴任中の2007年（デュエット最終回）から2010年まで。2010年のFNSの日は控室との中継を担当
- 解説:矢部浩之
- ゲスト:通常放送は主に芸人以外の女性芸能人1人だが、スペシャル時は芸人以外の男性芸能人を加えて2人になる場合が多い。なお、普段バラエティ番組には出演する事のない俳優（女優）がゲスト出演した場合はフジテレビのドラマや最新映画などの宣伝をする事がある。

## 出場国
- レギュラー陣はロシア・日本・中国・アメリカは「シード」という扱いのためほぼ毎回出演。
- 団体戦限定メンバーは太字で表示。
  - デュエット時代
    - 通算成績が紹介分の右下表示されている[9]。
    - ゲスト芸人は中国とアメリカの間に「予選通過国」として上記4カ国以外の国の代表として参加する。

  - 団体戦時代
    - 5人1組で参加するが、2017年からリベロ追加で6人1組となる。
    - 招待国は原則無しだが、『FNS26時間テレビ』回では5人組、2017年からは4人組もしくは5人組のゲストチームが参戦した。
    - 2006年の団体戦では2005年の『第56回NHK紅白歌合戦』の出演者選考で行われた「スキウタ〜紅白みんなでアンケート〜」に対抗して「スキワラ」としてめちゃイケメンバー以外の出演芸人選考を視聴者投票で行った。

### ロシア
| メンバー        | 演       | 備考 |
| --------------- | -------- | --- |
| K・カトースキー | 加藤浩次 | 2011年では撮影時に足を骨折していため、解答前にハーネスを装着。チームメイト4人が落下時に空中を舞っており、最後は足だけ氷水に浸かった。 |
| S・アリノフ     | 有野晋哉 | 2017年は不参加で2018年のFINALでは日本チームとして参加していた。                                                                       |
| シナガワスク    | 品川祐   | 2006年の第一回団体戦からFINALまで参加。なお2014年は不参加。                                                                           |
| コウモトビッチ  | 河本準一 | 2006年の第一回団体戦から2010年夏の大会まで参加。以降は不参加。                                                                        |
| ミキティーニャ  | 庄司智春 | 結婚後に2010年夏の大会にて1回のみ参戦。                                                                                               |

入場曲 / 「一週間」 - ロシア民謡
- レギュラー2人が当時めちゃイケメンバーとしては数少ない既婚者であったため「妻帯者チーム」とも呼ばれる。
- デュエット時代の正解回数は出場国4組の中で最多の4回。
- 団体戦のゲストメンバーも既婚者や実力派芸人、コンビのツッコミ等が参加することが多い。
- 初期においてはポージングで無理して大技を繰り出し、それが試食の際に大きな支障になるのが恒例であった。

### 日本
- 基本メンバー

| メンバー   | 備考 |
| ---------- | --- |
| 濱口優     | |
| 山本圭一   | 濱口の初代パートナー（番組降板まで） FINALでは『山本共和国』リーダーとして参加。                                                    |
| ビビる大木 | 濱口の2代目パートナー（デュエット戦5回参加） 2007年の団体戦にも参加                                                                 |
| クロちゃん | 濱口の3代目パートナー（デュエット戦2回参加） FINALにも参加                                                                          |
| 勝俣州和   | 濱口の4代目パートナー（デュエット最終回のみ参加）                                                                                   |
| 庄司智春   | 2006年の第一回団体戦から2017年まで参加。2010年夏の大会ではロシア代表として、2018年のFINALでは山本共和国として参加。2014年は不参加。 |
| 井上聡     | 2006年の第一回団体戦から2010年夏の大会まで参加。以降は不参加。                                                                      |

入場曲 / 「手のひらを太陽に」 - 杉並児童合唱団
- 元々は抜き打ちテスト企画のバカトップ2から生まれたコンビであることから「バカ日本代表」を兼任。
- オープニングトークではゲストの女性タレントに対し下着を要求などのセクハラ発言が恒例である。
- 山本の降板後は濱口が自らスカウト（親交の深い芸人）しパートナーとしている。
- 団体戦のゲストメンバーでは天然ボケ気味な芸人が参加することが多い。

### 中国
| メンバー                   | 演           | 備考                                                                           |
| -------------------------- | ------------ | ------------------------------------------------------------------------------ |
| ホァン・クイツー（黄貴姉） | 光浦靖子     | 初代メンバー（団体戦は不定期で参加）                                           |
| ホァン・クイメイ（黄貴妹） | 大久保佳代子 | 初代メンバー（団体戦は不定期で参加）                                           |
| ハルナンチャン（針千本太） | 近藤春菜     | 2代目メンバー（デュエット戦2回参加＆団体戦にも不定期で2007年～2015年まで参加） |
| ハルカンチャン（針千本細） | 箕輪はるか   | 2代目メンバー（デュエット戦2回参加＆団体戦にも不定期で2007年～2015年まで参加） |
| シラト・リー（白鳥）       | 白鳥久美子   | レギュラー加入後に団体戦に不定期で参加                                         |
| カワム・ラー（川村）       | 川村エミコ   | レギュラー加入後に団体戦に不定期で参加                                         |

入場曲 / 中国の民俗音楽
- 過去に番組で大久保が演じていたキャラクター・台湾出身のマッサージ師「ホァンさん」に、新たに姉が加わってできたコンビ。オープニングでは彼氏との妄想生活をテーマとした演技をする。
- アメリカチームの抗議[注釈 1]などから2007年6月9日放送を最後に黄姉妹は大会委員側（テイスティングガール）に回り、代わってハルナンチャン・ハルカンチャン姉妹が代表となった（2回のみ）。デュエット最終回では黄姉妹が選手としてサプライズ登場し、ハルナンチャン・ハルカンチャン姉妹との小競り合いの末、実況の倉田アナの判断で史上初であり唯一の料理出題無しで4人全員が氷水に落下して仲直りした。
- デュエット時代の正解回数は出場国4組の中で4回成功している。
- 団体戦時は他の女性芸人・女性アイドルが参戦する[注釈 2]。ただ、たんぽぽがレギュラー加入後はゲスト枠は1人となっている。
- 2016年度の大会から衣装が変わった。

### アメリカ
| メンバー               | 演       | 備考                                                                                   |
| ---------------------- | -------- | -------------------------------------------------------------------------------------- |
| ジャネット・オカムラ   | 岡村隆史 | 『FNS26時間テレビ』回のみ不参加（当時休養中だったため）                                |
| ホイットニー・ハラニシ | 原西孝幸 |                                                                                        |
| ニッコー・フジモン     | 藤本敏史 | 団体戦のみ不定期で参加 『FNS26時間テレビ』回では『ヘキサゴン共和国』リーダーとして参加 |

入場曲 / 「Livin' in America」 - ジェームス・ブラウン
- 男性出場者のうち、唯一胸パッドを詰めて選手名も女性風というペア。
- オカムラが「何か○○したものなかった〜？」に対して、ハラニシの「確かに、お口の中が○○祭りじゃあ〜!!!!」という掛け声で始まる息ぴったりの創作ダンス、「祭りじゃダンス」を得意とする[10]。
  - 人気が上がるにつれ、観客からも掛け声が入るようになった。
- 料理紹介時は2人揃って「（料理の蓋を）オープン!」と言うのが恒例。
- ハラニシは暴走してギャグを行い、オカムラから「それ、いらない!」と怒られることも多い。
- オカムラは毎回解答時に答えを濁して解答し、改めて解答を聞き直す際にハラニシの答えに合わせる不正を行うが、ハラニシの解答が間違っているため結果的に不正解となってしまう。
  - また、不正対策のため上記の「間違いシンクロ」ルールが追加された。
- 出場国4組の中では唯一1度も正解できず、全ての回で氷水に落下した。また、前述のように間違った答えに合わせる不正を何度か行っていたため、「間違いシンクロ」のペナルティを受けた回数も最多である。
- デュエット時代では毎回最後は大会委員への抗議（衣装のクオリティ、長時間の収録に伴い命の湯が冷めてしまったことなど）を行ない「次回は万全の状態での来日に期待!」とテロップがクレジットされてコーナー終了となる。
- 団体戦ではハラニシの本来の相方であるニッコー・フジモンの他、祭りじゃダンスに合わせるためかリズム芸で人気の芸人（オリエンタルラジオ）が参戦するほか、雨上がり決死隊、バッファロー吾郎などの吉本印天然素材の仲間、藤井隆、ココリコといった吉本の中堅芸人が参戦することも多い。
- 団体戦では毎回メンバー同士での喧嘩が勃発し、仲裁にかかったゲスト、もしくは近くで傍観していた別のゲストや選手の誰か1人がカトースキー（加藤）などに氷水に突き落とされるのが恒例となった。2015年以降ではゲストの人数に関係無く全員が落とされるようになった。

## 最終回
2018年2月3日放送分の「めちゃイケシュウ活プロジェクト第5弾～衆活～」として「シンクロナイズドテイスティング団体戦FINAL」として行われた。
この回ではこれまでと違いメンバー編成も変わり、加藤・ジャルジャル・品川庄司の品川祐・とろサーモンによるロシア代表、よゐこ・安田大サーカスの団長安田とクロちゃん・森脇健児・キンタロー。の松竹芸能所属芸人による日本代表、オアシズ・たんぽぽ・雛形・紗理奈のめちゃイケ女性レギュラーによる中国代表、さらに特別枠として「山本共和国」としてレギュラー暫定復帰をした山本と山本を慕う「軍団山本」のロンドンブーツ1号2号の田村淳・ココリコの遠藤章造・品川庄司の庄司智春・ペナルティのワッキーが参加した。また、吉本興業所属芸人によるアメリカ代表には岡村・FUJIWARA・かまいたちに加え、矢部が最初にして最後の本戦初参戦となった。
最後は今後このような大規模セットを組む番組が現れないだろうということもあり、実況の佐野アナ、観戦の武田・重盛・敦士、ゲストの武田修宏・丸山桂里奈も加え、惜別として一本締めの後全員で氷プールに飛び込んだ。
また、この放送回終了時点でめちゃイケの残り放送時間がおよそ8時間40分であることが明かされた。
なお、2017年途中から元ネタの「シンクロナイズドスイミング」が「アーティスティックスイミング」に改称されたが、本企画は最後まで「シンクロナイズド」であった。